# Last Day on Earth: Survival
Last Day on Earth: Survival est un jeu de survie par Kefir Studios et sorti sur Android et iOS.

## Jeux

### Interface
Le jeu utilise une vue de haut en bas à la troisième personne et une interface de jeu d'action typique des téléphones portables : un affichage tête haute montrant les objets à piller et les ennemis est placé dans le coin supérieur droit, les commandes de mouvement et les compétences spéciales sont dans le coin inférieur gauche, et les commandes d'attaque, d'action secondaire, interactive et spéciale sont dans le coin inférieur droit.

### Contenu
Dans le jeu, le joueur doit collecter des objets pour construire et développer sa base, et fabriquer toutes sortes d'équipements et d'armes pour se rendre dans des forêts, des carrières et de nombreux bâtiments abandonnés. En même temps, les joueurs doivent constamment garder un œil sur leur faim et leur soif, de même que l'hygiène, la vessie et la chaleur corporelle,. Les joueurs peuvent se battre contre des zombies ou des survivants ennemis et attaquer les bases des joueurs ennemis pour obtenir différentes récompenses. Les joueurs peuvent également avoir des chiots ou un drone comme compagnons, pour se protéger et voyager dans des endroits inaccessibles.

### Mode Histoire
Dans le mode solo du jeu, il est possible de se lancer dans des quêtes qui constituent le mode histoire. Ces quêtes nous aident à mieux comprendre l'histoire globale du jeu. Ce mode histoire est divisé, pour l'instant, en deux actes qui se constituent chacun de plusieurs chapitres, eux-mêmes constitués de plusieurs missions. L'acte 2 du mode Histoire permet aux joueurs de construire une nouvelle base : la colonie. Pour pouvoir avancer dans la construction de la colonie, il est nécessaire de faire des expéditions pour collecter de nouvelles ressources.

### Pass
Dans le jeu, il existe un système de pass. Le pass comporte 60 paliers. Pour avancer dans les paliers, il faut tuer des zombies et collecter des ressources. On peut aussi avancer dans le pass en accomplissant des quêtes d'évènements. Plus l'on avance dans le pass, plus les paliers sont longs à atteindre mais les récompenses sont meilleures. Il y a un pass gratuit et un pass payant (5,99 euros) 

### Évènements
Il y a régulièrement des évènements à durée limitée dans le jeu. Les évènements sont diversifiés. Il y a par exemple : la pêche, les bunkers, la ferme, Noël, etc. Certains évènements ont des bonus pour qu'ils soient plus faciles à réaliser. On peut réaliser des quêtes dans chaque évènement qui nous offrent des points de pass. Certains évènements donnent des récompenses comme l'évènement de Noël.

## Intrigue
Le jeu se déroule en 2027, lorsqu'une épidémie de grippe se déclare. La pandémie a anéanti la plupart des habitants de la planète et les a transformés en zombies. Si le joueur est résistant au virus, il doit se méfier des zombies et autres survivants hostiles qui peuvent encore faire des dégâts,.

## Réception

### Prix
Ce jeu a remporté le prix du jeu le plus innovant de Google Play 2017.

### Ventes
Début 2019 (18 mois après le lancement du jeu), le jeu a été téléchargé par 96 millions de personnes.[réf. nécessaire]

### Réception
Le jeu a reçu des notes élevées sur plusieurs sites d'évaluation et d'agrégation. Youmin Xingkong a donné au jeu une note de 7,8. Gamezebo a donné à ce jeu une note de 4 étoiles. GameFAQs a attribué à ce jeu une note de 3,5/5. Whatoplay a donné à ce jeu 8,3 sur 10 et 7,69 sur 10 pour Android et iOS respectivement.

### Critiques
Les responsables n'ont jamais déclaré explicitement s'ils réinitialiseraient la progression de tous les joueurs après la période de bêta, mais seulement que tous les achats en jeu seraient restaurés,,. De plus, la connexion multijoueur du jeu est actuellement limitée à l'attaque des bases d'autres joueurs PNJ (et non de vrais joueurs). Les responsables ont refusé d'annoncer la date de sortie de la connexion multijoueur officielle, invoquant la difficulté de prévoir la date exacte (la seule façon de voir de réels joueurs dans la connexion multijoueur est actuellement de débloquer le cratère),.